# Riley 2 1/2
Der Riley 2 1/2 war ein Pkw von Riley.

## Beschreibung
Es war ein Fahrzeug der oberen Mittelklasse, das Riley 1937 als Ergänzung zu den kleineren 1 1/2 - Modellen und Nachfolger des glücklosen Riley 8/90 herausbrachte.
Er hatte einen obengesteuerten Vierzylinder-Reihenmotor mit 2443 cm³ Hubraum und einer Leistung von 82 bhp (60 kW). Der Motor war mit einem SU-Vergaser ausgestattet und beschleunigte den Roadster mit 2946 mm Radstand auf bis zu 130 km/h.
1939 wurde die Produktion kriegsbedingt eingestellt. Nachfolger sind die größeren RM-Modelle ab 1946.